# شيريي تشونغ
شيريي تشونغ (بالصينية: 鍾楚紅) هي ممثلة صينية، ولدت في 16 فبراير 1960 في هونغ كونغ في الصين.

## وصلات خارجية
- شيريي تشونغ على موقع IMDb (الإنجليزية)
- شيريي تشونغ على موقع قاعدة بيانات الفيلم (الإنجليزية)